# Walter Chlebowsky
Walter Chlebowsky (* 27. Juni 1890 in Berlin; † 13. Oktober 1965 in Mannheim) war Bürgermeister von Mińsk Mazowiecki und Belgard an der Persante.

## Leben
Chlebowsky begann nach dem Abitur 1908 das Studium der Rechtswissenschaften an der Friedrich-Wilhelm Universität Berlin. Dort war er 1908 kurzzeitig Mitglied der Burschenschaft Teutonia. 1912 wechselte er an die Universität Würzburg, an der er 1913 mit der Dissertation „Die Gemeinde die geeignetste öffentliche Körperschaft zur Linderung der Arbeitslosennot“ zum Dr. jur. promoviert wurde.
Von 1916 bis 1918 wurde er als Bürgermeister von Minsk-Mazowiecki eingesetzt. Nach dem Ersten Weltkrieg war er Referent beim Deutschen Städtetag und wurde 1926 Bürgermeister von Belgard an der Persante. Ab 1938 war er im Verwaltungsdienst der Stadt Mannheim tätig, zuletzt als Oberverwaltungsrat.